# Дюпонтель, Альбер
Альбер Дюпонтель (фр. Albert Dupontel; род. 11 января 1964, Сен-Жермен-ан-Ле, Ивелин, Франция) — французский профессиональный актёр, режиссёр и сценарист. Карьеру начинал как комик в стиле Stand-up comedy.

## Биография
Родился Альбер Дюпонтель (Albert Dupontel) 11 января 1964 года в семье врачей во французском городке Сен-Жермен-ан-Ле. Его мать — стоматолог, а отец — врач. У ребёнка был настолько резвый и невыносимый характер, что в четырёхлетнем возрасте его исключили из детского садика. В школьные годы Дюпонтель активно занимался спортом и показывал неплохие результаты в дзюдо и гимнастике. Получив среднее образование, в 1982 году он поступил на медицинский факультет. Но династию врачей ему продолжить было не суждено, так как актёрская карьера привлекала его больше. Поэтому, не доучившись на врача, в 1986 году он стал студентом Школы драматического искусства, которая принадлежала Государственному театру Шайо.
В конце 1980-х Альбер Дюпонтель играет в престижном Национальном театре Шайо. В это же время он начинает появляться на большом экране: он снимается в «Банде четырёх» (La bande des quatre) Жака Риветта и в фильме «Ещё» (Encore) Поля Веккьяли. Но по-настоящему широкая публика познакомилась с ним и его едким оригинальным юмором благодаря его моноспектаклям.
Карьера актёра началась с юмористических стэнд-ап-шоу, а через некоторое время известный телеведущий Патрик Себастьян пригласил его в свою программу, которая сделала Дюпонтеля одним из самых популярных юмористов Франции. Но истинной страстью Альбера все же оставалось кино. В его планы входило создание кинопроектов, где он бы выступал и как сценарист, и как режиссёр, и как актёр.
В 1992 году вышел первый авторский короткометражный фильм Альбера Дюпонтеля «Желанный», рассказывающей о болезненных родах в 2050 году.
Приобретя сценическую известность, Альбер Дюпонтель более уверенно возвращается на большой экран и снимается в 1995 году в картине Жака Одиара «Очень скромный герой» (Un heros tres discret). Его номинируют на премию «Сезар» в категории «лучший исполнитель мужской роли второго плана». А уже в 1996 году он выпустил полнометражный фильм «Берни», номинированный на премию «Сезар» в категории «Лучший дебют». Этот провокационный и язвительный фильм получился не совсем ровным, но хорошо показал личность его автора.
Сыграв в картине «Серийный любовник» (Serial Lover), в 1998 г. Альбер Дюпонтель опять становится по другую сторону камеры и делает свой второй фильм «Творец» (Le createur), где размышляет о положении художника в обществе.
В 1999 г. он исполняет главную роль в фильме Мишеля Девиля «Болезнь Закса» (La maladie de Sachs), в котором демонстрирует способность играть сложных и противоречивых персонажей.
Популярность и признание Дюпонтелю принесла скандальная драма «Необратимость», вышедшая в 2002 году и в которой он сыграл Пьера, одного из главных героев. В 2004 году в прокат вышел фильм Николя Букриева «Инкассатор». В нём он исполнил роль Александра Демарра, странной личности, не имеющей ни друзей, ни знакомых, ни дома. В этом же году актёр снялся в военной мелодраме Жана-Пьера Жёне «Долгая помолвка».
За роли в картинах «Два дня для убийства» и «Болезнь Захса» Дюпонтель был номинирован на премию «Сезар».
2006 год ознаменован фильмом «Взаперти», где в эпизодах снялись Терри Гиллиам и Терри Джонс.
Альбер Дюпонтель — требовательный к себе актёр редкого дарования, которому под силу все: он играл в шокирующем фильме «Необратимость» (Irreversible), в драме «Du bleu jusqu’en Amerique», в комедиях «Мелкие неприятности» (Petites miseres), «Моник» (Monique). В 2004 году он фигурирует в титрах исторической драмы «Долгая помолвка» (Un longue dimanche de fiancailles) Жан-Пьера Жёне.
В 2009 году на новую волну успеха актёра возносит работа в комедии «Злодей» — фильме о профессиональном грабителе банков, который скрывается от правосудия в доме своей матери.

## Фильмография

### Актёр
| Год  | Русское название          | Оригинальное название           |
| ---- | ------------------------- | ------------------------------- |
| 1988 | Ещё                       | Encore                          |
| 1988 | Банда четырёх             | La Bande des quatre             |
| 1989 | Ночь сомнения             | La Nuit du doute                |
| 1992 | Желанный                  | Desire                          |
| 1994 | Каждый из них для тебя    | Chacun pour toi                 |
| 1994 | Джорджино                 | Giorgino                        |
| 1996 | Никому неизвестный герой  | Un heros tres discret           |
| 1996 | Берни                     | Bernie                          |
| 1996 | Я-твоё наказание          | Je suis ton chatiment           |
| 1998 | Серийная любовница        | Serial Lover                    |
| 1999 | Безумный творец           | Le Createur                     |
| 1999 | Болезнь Захса             | La Maladie de Sachs             |
| 1999 | Синева до самой Америки   | Du bleu jusqu'en Amerique       |
| 2000 | Актёры                    | Les acteurs                     |
| 2001 | Происхождение мира        | L'origine du monde              |
| 2002 | Мелкие неприятности       | Petites miseres                 |
| 2002 | Необратимость             | Irreversible                    |
| 2002 | Моник                     | Monique                         |
| 2004 | Инкассатор                | Le convoyeur                    |
| 2004 | Долгая помолвка           | Un long dimanche de fiançailles |
| 2006 | Места в партере           | Fauteuils d'orchestre           |
| 2006 | Взаперти                  | Enfermes dehors                 |
| 2006 | Авида                     | Avida                           |
| 2006 | Президент                 | President                       |
| 2006 | Одеттa Тулемонд           | Odette Toulemonde               |
| 2007 | Месть бедняка             | отец Жаку                       |
| 2007 | Смена владельца           | Changement de proprietaire      |
| 2007 | Близкие враги             | L'ennemi intime                 |
| 2007 | Крисалис                  | Chrysalis                       |
| 2008 | Париж                     | Paris                           |
| 2008 | Два дня для убийства      | Deux jours a tuer               |
| 2008 | Луиза-Мишель              | Louise-Michel                   |
| 2009 | Злодей                    | Le vilain                       |
| 2010 | Кусочки льда              | Le bruit des glacons            |
| 2011 | Добыча                    | La proie                        |
| 2011 | Детка                     | La brindille                    |
| 2012 | Большая вечеринка         | Le grand soir                   |
| 2013 | 9 месяцев строгого режима | 9 mois ferme                    |
| 2016 | Первый, последний         | Les premiers, les derniers      |
| 2017 | До свидания там, наверху  | Au revoir là-haut               |
| 2020 | Счастливо оставаться      | Adieu les cons                  |
| 2023 | Второй тур                | Second Tour                     |

### Режиссёр и сценарист
| Год  | Русское название          | Оригинальное название |
| ---- | ------------------------- | --------------------- |
| 1992 | Желанный                  | Désiré                |
| 1996 | Берни                     | Bernie                |
| 1999 | Безумный творец           | Le Créateur           |
| 2006 | Взаперти                  | Enfermés dehors       |
| 2009 | Злодей                    | Le vilain             |
| 2013 | 9 месяцев строгого режима | Neuf mois ferme       |
| 2017 | До свидания там, наверху  | Au revoir là-haut     |
| 2020 | Счастливо оставаться      | Adieu les cons        |
| 2023 | Второй тур                | Second Tour           |